# Mangrol
Mangrol é uma cidade e um município no distrito de Junagadh, no estado indiano de Gujarat.

## Geografia
Mangrol está localizada a 21° 07′ N, 70° 07′ L. Tem uma altitude média de 18 metros (59 pés).

## Demografia
Segundo o censo de 2001, Mangrol tinha uma população de 55 094 habitantes. Os indivíduos do sexo masculino constituem 51% da população e os do sexo feminino 49%. Mangrol tem uma taxa de literacia de 58%, inferior à média nacional de 59,5%: a literacia no sexo masculino é de 69% e no sexo feminino é de 48%. Em Mangrol, 16% da população está abaixo dos 6 anos de idade.